# Union internationale des éducateurs socialistes
L'Union internationale des enseignants sociaux démocrates est une organisation internationale associée à l'Internationale socialiste. Elle fut fondée en 1951 à Versailles sous le nom d'Union internationale universitaire socialiste et démocratique. c'est lors de son congrès de Zurich qu'elle adopte son nom actuel.
Son but est de réaliser le socialisme démocratique, de rassembler toutes les organisations d'éducation socialiste liées à l'Internationale socialiste, et de rassembler les enseignants liés à l'IS. Elle organise des échanges internationaux d'enseignants et d'élèves, et soutient les organisations d'éducation dans les pays en voie de développement.